# Elements: 1973–1991
Elements: 1973–1991 je osmé výběrové album britského multiinstrumentalisty Mika Oldfielda. Bylo vydáno na podzim 1993 (viz 1993 v hudbě), přibližně dva měsíce po jednodiskové kompilaci Elements – The Best of Mike Oldfield.
Album Elements: 1973–1991 je čtyřdiskový boxset, který reprezentativně pokrývá kompletní Oldfieldovu sólovou tvorbu od debutového alba Tubular Bells (1973) až po desku Heaven's Open (1991). Skladby jsou seřazeny podle data vzniku, takže na prvním CD se nacházejí nejstarší skladby.

## Skladby

### Disk 1
1. „Tubular Bells Part One“ (Oldfield) – 25:34
2. „Tubular Bells Part Two“ (Oldfield) – 23:18
„The Sailor's Hornpipe“ (lidová, úprava Oldfield) – závěr druhé části, není jako samostatná stopa
3. „Hergest Ridge (Excerpt from Part One)“ (Oldfield) – 9:32
4. „In Dulci Jubilo“ (Pearsall, úprava Oldfield) – 2:51
5. „Portsmouth“ (tradicionál, úprava Oldfield) – 2:04
6. „Vivaldi Concerto in C“ (Vivaldi, úprava: Oldfield) – 3:52

### Disk 2
1. „Ommadawn Part One“ (Oldfield) – 19:14
2. „On Horseback“ (Oldfield/Oldfield, Murray) – 3:23
3. „The William Tell Overture“ (Rossini, úprava Oldfield) – 3:55
4. „Argiers“ (tradicionál, úprava: Oldfield) – 3:59
5. „First Excursion“ (Oldfield, Bedford) – 5:56
6. „The Sailor's Hornpipe“ (lidová, úprava: Oldfield) – 1:35
7. „Incantations (Extract from Part One)“ (Oldfield) – 12:20
8. „Guilty“ (Oldfield) – 4:04
9. „The Path“ (Oldfield) – 3:31
10. „Blue Peter“ (Oldfield) – 2:07
11. „Woodhenge“ (Oldfield) – 4:06
12. „Punkadiddle (Live)“ (Oldfield) – 5:37
13. „Polka (Live)“ (tradicionál, úprava: Oldfield) – 4:05

### Disk 3
1. „Platinum Parts Three & Four“ (Oldfield, Glass) – 8:02
2. „Arrival“ (Ulvaeus, Andersson, úprava Oldfield) – 2:45
3. „Taurus 1“ (Oldfield) – 10:17
4. „QE2“ (Oldfield) – 7:39
5. „Wonderful Land (Edit)“ (Lordan) – 2:50
6. „Sheba“ (Oldfield) – 3:33
7. „Five Miles Out“ (Oldfield) – 4:17
8. „Taurus II (Excerpt)“ (Oldfield) – 7:59
9. „Family Man“ (Oldfield) – 3:45
10. „Mount Teidi“ (Oldfield) – 4:10
11. „Waldberg (The Peak)“ (Oldfield) – 3:24
12. „Crises (Excerpt)“ (Oldfield) – 5:25
13. „Moonlight Shadow“ (Oldfield) – 3:38
14. „Foreign Affair“ (Oldfield/Oldfield, Reillyová) – 3:52

### Disk 4
1. „Shadow on the Wall (Extended Version)“ (Oldfield) – 5:07
2. „Taurus 3“ (Oldfield) – 2:26
3. „Crime of Passion“ (Oldfield) – 3:37
4. „Jungle Gardenia“ (Oldfield) – 2:41
5. „To France“ (Oldfield) – 4:44
6. „Afghan“ (Oldfield) – 2:45
7. „Tricks of the Light (Instrumental Version)“ (Oldfield) – 3:52
8. „Étude (Single Version)“ (Tárrega, úprava Oldfield) – 3:07
9. „Evacuation“ (Oldfield) – 5:13
10. „Legend“ (Oldfield) – 2:24
11. „Islands“ (Oldfield) – 4:20
12. „The Wind Chimes Part One“ (Oldfield) – 2:24
13. „Moonlight Shadow“ (Oldfield) – 3:38
14. „Flying Start“ (Oldfield) – 3:36
15. „Magic Touch“ (Oldfield) – 4:14
16. „Earth Moving“ (Oldfield) – 4:04
17. „Far Country“ (Oldfield) – 4:24
18. „Holy“ (Oldfield) – 3:45
19. „Amarok (Excerpt: Africa I)“ (Oldfield) – 6:18
20. „Heaven's Open“ (Oldfield) – 4:28